# Albert Jozan
Albert Édouard Jozan (Nîmes, 22 juillet 1899-Cannes, 11 décembre 1981) est un amiral et pilote de chasse français.

## Biographie
Il entre à l'École navale en avril 1918 d'où il sort enseigne de vaisseau de 2e classe en octobre 1919. Il embarque alors sur le croiseur Jeanne-d'Arc puis sur le transport d'état Rhône. Enseigne de 1re classe (octobre 1921), il embarque sur le croiseur Waldeck-Rousseau en campagne en mer Noire où il commence à s’intéresser à l'aviation maritime.
En mars 1922, il est affecté au centre aéronaval de Berre puis à Fréjus-Saint-Raphaël où il est breveté pilote de chasse. C'est un des pionniers de l'aviation embarquée. Il effectue le premier appontage de nuit sur le porte-avions Béarn. En 1924, il devient l'amant pour une courte période de Zelda Fitzgerald.
Commandant d'une escadrille de chasse à bord du Béarn en septembre 1926, il participe activement à la mise au point du premier porte-avions français. Promu lieutenant de vaisseau (mai 1927), officier-élève de l’École des officiers torpilleurs en octobre 1928, il est affecté au 1er bureau de l’État-major général puis embarque sur les torpilleurs de 1 500 tonnes Alcyon, Fortuné et Tempête de 1931 à 1933. 
Élève de l’École de guerre navale en novembre 1933 dont il est breveté en décembre 1934, il est alors affecté au centre des ballons captifs de Toulon puis est affecté en mars 1936, au ministère de l'Air. Il se fait remarquer à ce moment en traversant l'Atlantique Sud à bord de l'hydravion géant Lieutenant-de-vaisseau-Paris. 
Capitaine de corvette en septembre 1937, commandant de l'escadrille E 4, il est envoyé en octobre 1939 à l'état-major particulier du ministre des colonies puis commande en mars 1940 la 1re flottille de chasse de Calais et s'illustre lors de la campagne de mai-juin en prenant part à de nombreux raids aériens et en abattant plusieurs avions ennemis. 
Replié en Afrique du Nord avec les avions neufs nouvellement livrés à ses formations, il commande en septembre 1940 les forces aériennes de la marine en Algérie. Il est promu capitaine de frégate en novembre 1940. 
En avril 1942, il commande l'aéronautique navale à Oran et se trouve à Bizerte au moment du débarquement allié en Afrique du Nord. Les Allemands l'expulsent alors. Jozan tente de gagner l'Espagne pour continuer à combattre mais est capturé puis déporté en Allemagne. 
Libéré, il est promu capitaine de vaisseau en avril 1944 et est affecté à l’État-major général en mai 1945 puis au cabinet du ministre des Armées en novembre 1945. 
Contre-amiral en avril 1946, commandant du groupe des porte-avions et de l'aviation embarquée en septembre 1946, il commande en novembre 1948 la marine au Maroc puis les forces aéronavales en Méditerranée en novembre 1950, enfin, la marine en Tunisie en septembre 1952. 
Vice-amiral (octobre 1952), il commande en octobre 1954 les forces maritimes d'Extrême-Orient et est chargé d'une mission d'inspection en Nouvelle-Calédonie et dans les établissements français d’Océanie en avril 1956. 
En décembre 1956, il commande l'escadre de Méditerranée avec sa marque sur le croiseur De Grasse et il prend rang et appellation de vice-amiral d'escadre en avril 1957. 
Commandant en chef de la zone stratégique de l'océan Indien en avril 1959, il prend rang et appellation d'amiral en août puis est versé dans la 2ème section des officiers généraux. 
Il meurt à Cannes le 11 décembre 1981 à l'âge de 82 ans. 
Il a préfacé l'ouvrage de Hervé Cras, Olliver Jensen. Porte-avions au combat, paru en 1947 chez Les Deux Sirènes.

## Récompenses et distinctions
- Grand officier de la Légion d'honneur Il est fait grand-officier le 17 mars 1949[1]
- Commandeur de l'ordre du Mérite maritime
- Croix de Guerre.
- Médaille de l'aéronavale